# Ewing Seamount
L'Ewing Seamount è una montagna sottomarina dell'Oceano Atlantico situata sul Tropico del Capricorno.
Fa parte della dorsale oceanica sottomarina Walvis, e ha una profondità media di 4.500 m e un'elevazione massima che arriva fino a 700 m.